# Mauro Formica
Mauro Formica (født 4. april 1988 i Rosario, Argentina) er en argentinsk fodboldspiller, der spiller som offensiv midtbane i den mexicanske klub Pumas UNAM. Han har spillet for klubben siden 2017. Tidligere har han repræsenteret den argentinske Primera Divisíon-klub Newell's Old Boys, Blackburn Rovers i England, italienske Palermo samt en anden mexicansk klub, Cruz Azul..